# Omia oberthürii
Omia oberthürii là một loài bướm đêm trong họ Noctuidae.